# Howdy Wilcox

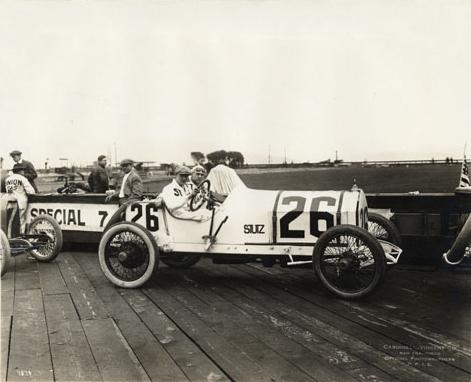
Howdy Wilcox 1915-ben

Howard (Howdy) Wilcox (Crawfordsville, Indiana, 1889. június 24. – Tyrone, Pennsylvania, 1923. szeptember 4.) amerikai autóversenyző, az 1919-es indianapolisi 500 mérföldes autóverseny győztese.

## Pályafutása
1911 és 1923 között jelen volt az összes Indianapolisi 500 mérföldes autóversenyen.
Az 1919-es versenyen összesen kilencvennyolc kört töltött a mezőny élén és nyerte meg a futamot. Ezzel a sikerrel megtörte az Egyesült Államok 1912 óta tartó nyeretlenségi sorozatát a viadalon.
Az ezt követő években már nem ért el jelentős sikereket Indianapolisban. Az 1923-as futamon ugyan még esélyes lehetett volna a győzelemre, hiszen ötvenegy körön át vezette a versenyt, ám a hatvanadik kör után autója kuplungjának meghibásodása miatt kiállni kényszerült.
1923. szeptember 4-én egy az Altoona Speedway versenypályán rendezett futamon szenvedett balesetet, melynek következtében életét vesztette.

## Eredményei

### Indy 500
| Év       | Autó     | Rajthely | Eredmény | Körök | Élen | Kiesés oka |
| -------- | -------- | -------- | -------- | ----- | ---- | ---------- |
| 1911     | 21       | 19       | 14       | 126   | 0    |            |
| 1912     | 9        | 8        | 9        | 200   | 0    |            |
| 1913     | 12       | 20       | 6        | 200   | 0    |            |
| 1914     | 4        | 3        | 22       | 67    | 1    | Szelep     |
| 1915     | 1        | 1        | 7        | 200   | 5    |            |
| 1916     | 29       | 6        | 7        | 120   | 0    |            |
| 1919     | 3        | 2        | 1        | 200   | 98   |            |
| 1920     | 18       | 20       | 19       | 65    | 0    | Motor      |
| 1921     | 10       | 12       | 23       | 22    | 0    |            |
| 1922     | 16       | 26       | 27       | 7     | 0    | Szelep     |
| 1923     | 25       | 8        | 17       | 60    | 51   | Kuplung    |
| Összesen | Összesen | Összesen | Összesen | 1267  | 155  |            |

| Indulás  | 11 |
| Pole p.  | 1  |
| Első sor | 3  |
| Győzelem | 1  |
| Top 5    | 1  |
| Top 10   | 5  |
| Kiesett  | 5  |

## Fordítás
- Ez a szócikk részben vagy egészben  a   Howdy Wilcox című angol Wikipédia-szócikk fordításán alapul.  Az eredeti cikk szerkesztőit annak laptörténete sorolja fel. Ez a jelzés csupán a megfogalmazás eredetét és a szerzői jogokat jelzi, nem szolgál a cikkben szereplő információk forrásmegjelöléseként.